# Смит (лунный кратер)
Кратер Смит (лат. Smith), не путать с кратером Смит на Марсе, — крупный ударный кратер в северо-восточной части чаши огромного кратера Аполлон на обратной стороне Луны. Название присвоено в честь американского астронавта, члена экипажа погибшего в катастрофе космического корабля «Челленджер», Майкла Джона Смита (1945—1986) и утверждено Международным астрономическим союзом в 1988 г.

## Описание кратера

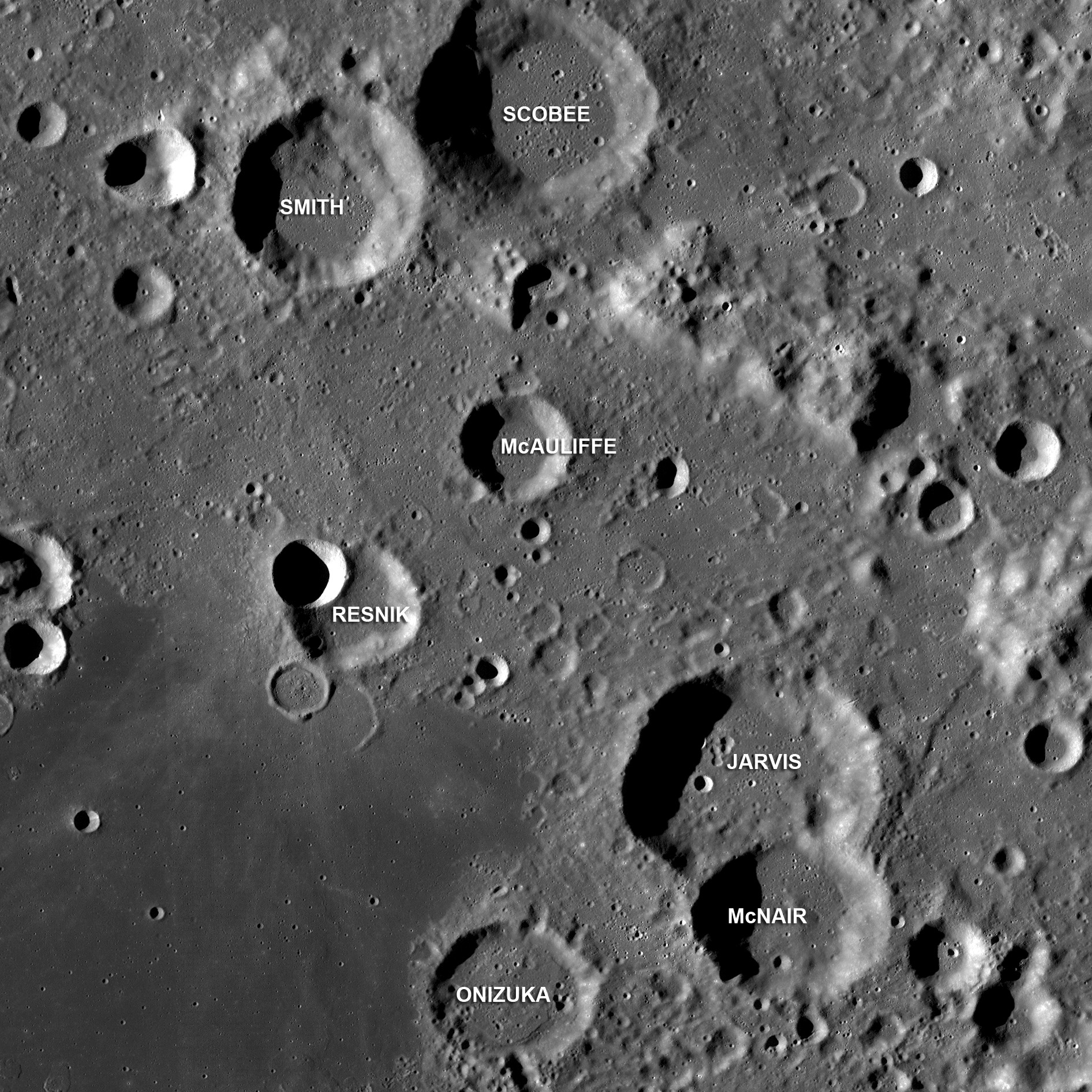
Окрестности кратера Смит. Снимок зонда Lunar Reconnaissance Orbiter.

Ближайшими соседями кратера Смит являются кратер Драйден на западе-юго-западе; кратер Барринджер на севере; кратер Скоби придегающий к кратеру Смит на северо-востоке; кратер Мак-Олифф на юго-востоке и кратер Резник на юге. Селенографические координаты центра кратера 31°47′ ю. ш. 151°01′ з. д. / 31,79° ю. ш. 151,01° з. д., диаметр 32,9 км, глубина 2,1 км.

Кратер Смит имеет циркулярную форму и умеренно разрушен. Вал несколько сглажен, но сохранил достаточно четкие очертания. Внутренний склон неравномерный по ширине, значительно шире в северо-восточной части, с сглаженными остатками террасовидной структуры. Высота вала над окружающей местностью достигает 960 м, объём кратера составляет приблизительно 820 км³. Дно чаши ровное, не имеет приметных структур.

До получения собственного наименования в 1988 г. кратер имел обозначение Барринджер M (в системе обозначений так называемых сателлитных кратеров, расположенных в окрестностях кратера, имеющего собственное наименование).

## Сателлитные кратеры
Отсутствуют.